# Szymon Kielan
Szymon Kielan (* 21. November 2002 in Łódź) ist ein polnischer Tennisspieler.

## Karriere
Zwischen 2017 und 2020 spielte Kielan auf der ITF Junior Tour. Dabei war sein bestes Resultat ein Turniersieg im Doppel der Kategorie G2. In der Junioren-Rangliste erreichte er mit Platz 105 seine höchste Notierung.
Bei den Profis spielte Kielan ab 2021 regelmäßig auf der drittklassigen ITF Future Tour. In seinem ersten Jahr gewann er dort den ersten Doppeltitel und sammelte erste Punkte im Einzel und Doppel für die Weltrangliste. Im Einzel zog Kielan 2022 und 2023 je einmal in ein Endspiel ein, gewann aber keinen Titel. Auf der höherdotierten ATP Challenger Tour gewann er bei zwei Teilnahmen nur einmal, 2021 in Warschau, ein Match gegen Gonçalo Oliveira und erreichte damit Platz 601 Anfang 2023. Im Doppel war er ungleich erfolgreicher, wenn auch fast ausschließlich auf der Future Tour. 2022 gewann er mit unterschiedlichem Partner sechs Futures, 2023 folgte ein weiteres. Ein erster Erfolg bei Challengers gelang Kielan an der Seite seines Landsmannes Piotr Matuszewski in Tampere. Als Setzlistendritte gewannen sie vier Matches und den Titel. Kurz darauf war Kielan mit Platz 290 so hoch wie noch nie in der Rangliste platziert. Bis zum Jahresende fiel er wieder um rund 100 Plätze.

## Erfolge
| Legende (Anzahl der Siege) |
| Grand Slam                 |
| ATP Finals                 |
| ATP Tour Masters 1000      |
| ATP Tour 500               |
| ATP Tour 250               |
| ATP Challenger Tour (3)    |

### Doppel

#### Turniersiege
| Nr. | Datum         | Turnier  | Belag     | Partner           | Finalgegner                  | Ergebnis  |
| --- | ------------- | -------- | --------- | ----------------- | ---------------------------- | --------- |
| 1.  | 22. Juli 2023 | Tampere  | Sand      | Piotr Matuszewski | Wladyslaw Orlow Adam Taylor  | 6:4, 7:67 |
| 2.  | 31. Mai 2025  | Chișinău | Hartplatz | Filip Pieczonka   | Lukáš Pokorný Ilja Simakin   | 6:4, 6:0  |
| 3.  | 13. Juli 2025 | Iași     | Sand      | Filip Pieczonka   | Cleeve Harper Ryan Seggerman | 7:5, 6:3  |